# سفينة بحوث (زونه)

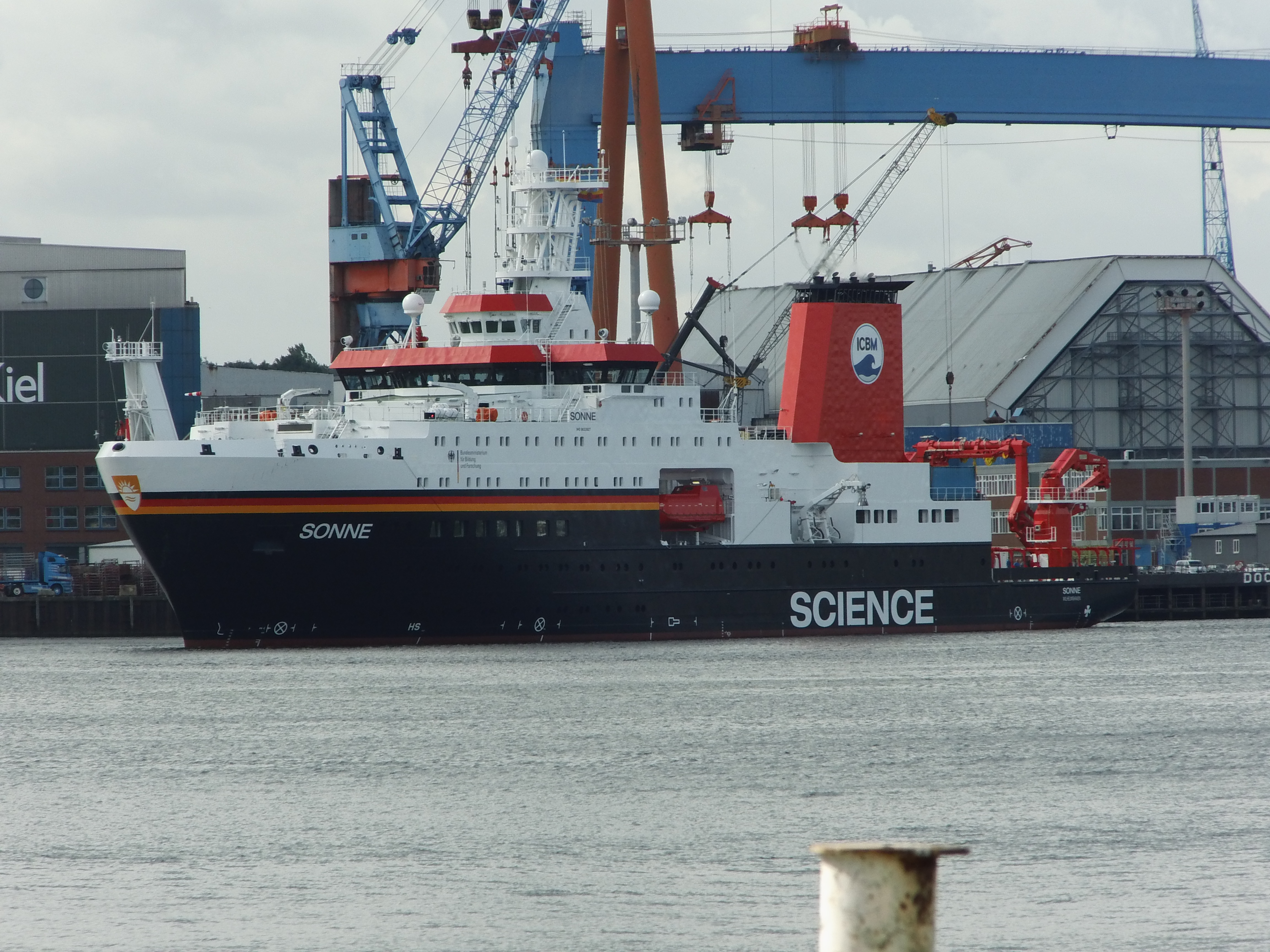
سفينة بحوث البحار "زونه) في ميناء كيل.

سفينة البحث العلمي (زونه) (بالألمانية: Forschungsschiff Sonne) هي أحدث سفينة للبحث العلمي في البحار والمحيطات
من ألمانيا، واسمها زونّه بمعنى «الشمس». بدأت عملها في 17 نوفمبر 2014 من مينائها فيلهلمسهافن، وقد بنيت لتخلف السفينة الألمانية القديم «زونّه» التي بنيت في عام 1969 وجابت البحار والمحيطات، لتقوم بأبحاث علمية في البحار والأرصاد الجوية.

## تاريخها
اشتركت في بناء وتمويل السفينة سونه ولاية سكسونيا السفلى مع مدينة هامبورغ وميناء بريمن، ووافقت على بنائها وزارة التعليم والبحث العلمي الاتحادية في عام 2008 للقيام بدراسات في أعالي البحار، كما وافق المجلس العلمي الاتحادي على بنائها. أعطي عطاء بناء السفينة إلى شركة بناء السفن الشهيرة «ماير ويرفت» التي تعمل في بابنبورج بالاشتراك مع شركة «آر إف فورشونغشيفارت»، بريمن في شمال ألمانيا.
.

## مجالاتها في البحث العلمي
يبلغ طول السفينة 118 متر وتكلفت السفينة 124 مليون يورو. من المخطط ان تقوم بأبحاثها في مناطق المحيط الهندي والمحيط الهادي بغرض معرفة تغير المناخ في العالم، ومعرفة العوامل المؤثرة على البيئة، وكذلك البحث عن مواد أولية في المحيطات يمكن الاستفادة منها في الصناعة.
. فمثلا توجد في أعماق المحيطات على سبيل المثال في مناطق معينة حبات معدنية في قاع البحر تسمى «حبات المنجنيز» وهي غنية بالنحاس والقصدير والمنجنيز. وتبلغ أحجام تلك الحبات أو الكرات بين حجم كرة تنس الطاولة وكرة الفوتبول البيضوية.
بعد طلب عطاءات لبناء السفينة من شركات أوروبية عديدة اختيرت شركة «بريزي شيفارت» في «لير» بألمانيا لبنائها.
 يمكن أن يعمل 40 من العلميين على السفينة، وبها 35 كبينة للنوم وحجرات للجلوس وتناول الغذاء، وعدة معامل للبحوث كبيرة. يقود السفينة 35 من البحارة وضباط البحرية. ففيها 60 كبينة نوم بالإضافة إلى 8 كبائن مزدوجة.

تم اختبارها الأول من 20 - 24 أكتوبر 2014، بدأت أول رحلة لها وأبحرت إلى البحر الكاريبي، وفي أوائل 2015 عبرت قناة بنما إلى المحيط الهادي.

## معداتها
تحمل السفينة «زونه» جميع المعدات والأجهزة اللازمة لبحوث البحار.
 فعليها رافعة كبيرة يمكنها حمل 30 طن، ويمكنها انزال غواصات للبحوث البحرية. كما أن لها أربعة رافعات أخرى للنقل وقنطرة لنقل الحاويات عبر طول السفينة. ولها ونش يسمح بإنزال أجهزة تحت الماء حتى عمق 12000 متر. وفيها ورشة للأشغال الميكانيكية الثقيلة وورشة للأجهزة الإلكترونية والكهرباء والأدوات الدقيقة.

وعليها محطة أرصاد جوية تتبع المصلحة الألمانية للارصاد الجوية، تقوم بقياس درجة حرارة الجو وسرعة الرياح واتجاهها، ورطوبة الجو، والضغط وشدة إشعاع الشمس وطيف الشمس المسؤول عن التمثيل الضوئي والأشعة فوق البنفسجية، ودرجات حرارة الماء. كما انها تقوم بقياس معدل هطول المطر وعليها رادار للموجات

وبغرض قياس أعماق البحار وزلازل البحر فعليه أجهزة تقيس صدى الصوت، والسفينة نفسها ممصممة بحيث لا تحدث تموجات أثناء، ولها بعض الزعانف تعمل على تهدئة حركة السفينة.

## أجهزة قياس واستخراج عينات
- اجهزة تجر في الماء بها مصابيح وكاميرات وأجهزة قياس تنقل المعلومات من الأعماق إلى السفينة مباشرة
- مجرفة قابضة ثقيلة تهبط إلى قاع البحر وتجمع عينات من القاع.
- مجموعات أوعية تدلى لأخذ عينات من الماء على أعماق مختلفة. تلك العينات تحلل في مختبرات على السفينة.
- قفص زحاف يشد فوق قاع البحر ويجمع ما في طريقه من أحياء ومعادن.
- العين الذهبية، وهي منصة حلقية مزودة بمحس مغناطيسي كهربائي يمكنه العمل على أعماق 5000 متر، وهي مخصوصة للبحث عن معادل خام.
- مجموعة أجهزة إلكترونية تقيس درجة الحرارة وكثافة الماء وتركيز الأملاح وسلوك التدفق على مختلف الأعماق.
- مجموعة خرامات تغطس إلى قاع البحر وتأخذ عينات أسطوانية من القاع، تلك العينات تحتوي على مواد معدنية وأحياء ميكروبية، وتستخدم في دراسة الكيمياء الجيولوجية.
- غواصة «روف» تعمل آليا يتحكم فيها من السفينة تلتقط صورا وبيانات وترسلها إلى السفينة بواسطة كابلات من الألياف الزجاجية. وبها مجارف قابضة تجمع عينات من قاع البحر، ويمكنها الغوص حتى عمق 3000 متر، وغواصة «روف كيل 6000» يمكنها الغوص حتى 6000 متر.
- سلاسل قياس تثبت في قاع البحر بواسطة أثقال من الأسمنت، ومثبت عليها أجهزة قياس اسرعة جريان الماء على أعماق مختلفة.
- جهاز قياس صدى الصوت، موجود على السفينة.

## وصلات خارجية
- Forschungsschiff Sonne auf meyerwerft.de
- The New German Deep Sea Research Vessel »Sonne«, Seiten 10–13 in Hydrographische Nachrichten 095 vom Juni 2013 (PDF; 7,2 MB, englisch)
- Klaus von Bröckel: "SONNE": a New Deep-Sea Research Vessel
- Schiffsdaten, Register des Germanischen Lloyd
- "Sonne": Ein Hightech-Schiff für die Forschung, Hallo Niedersachsen, 17. November 2014.
- https://www.youtube.com/watch?v=6sDDNiQIlT0
- https://www.schiffsjournal.de/forschungsschiff-sonne-erfolgreich-auf-der-ems-ueberfuehrt/
- https://www.fona.de/de/info/mediathek/2014/07/forschungsschiff-sonne.php
- https://www.meyerwerft.de/de/presse/presse_detail/ems_ueberfuehrung_des_forschungsschiffs_sonne.jsp
- https://www.ldf.uni-hamburg.de/sonne/presse-sonne/bildarchiv-seite.html
- https://www.marum.de/FS-SONNE.html
- https://www.ldf.uni-hamburg.de/en/sonne/presse-sonne/dokumente-presse-sonne/faltblatt-sonne.pdf
- Liste aller bisher durchgeführten Reisen mit Links zu den wissenschaftlichen Fahrtberichten

## اقرأ أيضا
- سفينة بحوث بولارشتيرن
- سفينة
- سفينة سياحية